# Осиновка (Сорокинський район)
Оси́новка (рос. Осиновка) — село у складі Сорокинського району Тюменської області, Росія.
Населення — 283 особи (2010, 353 у 2002).
Національний склад станом на 2002 рік:
- росіяни — 87 %